# Janaillat
Janaillat är en kommun i departementet Creuse i regionen Nouvelle-Aquitaine i de centrala delarna av Frankrike. Kommunen ligger i kantonen Pontarion som tillhör arrondissementet Guéret. År 2022 hade Janaillat 319 invånare.

## Befolkningsutveckling
Antalet invånare i kommunen Janaillat
Referens:INSEE